# Svetla Zlateva
Svetla Zlateva (née le 25 février 1952 à Gorna Oryahovitsa) est une athlète bulgare, spécialiste du 800 mètres.

## Biographie
Le 24 août 1973, elle améliore le record du monde du 800 mètres de l'Allemande Hildegard Falck en établissant le temps de 1 min 57 s 5 à Athènes. Elle améliore également en 1973 le record du monde du relais 4 fois 800 mètres avec l'équipe nationale de Bulgarie complétée par L. Tomova, T. Petrova et de S. Jordanova (2). 
Elle termine au pied du podium des Jeux olympiques de 1972 après avoir établi un nouveau record olympique en séries en 1 min 58 s 93, et sixième des Jeux olympiques de 1976.
Elle est l'ex-femme du lutteur Ivan Kolev.

### Palmarès
| Date | Compétition                    | Lieu            | Résultat | Épreuve   | Performance   |
| ---- | ------------------------------ | --------------- | -------- | --------- | ------------- |
| 1970 | Championnats d'Europe en salle | Vienne          | 6e       | 800 m     |               |
| 1971 | Championnats d'Europe en salle | Sofia           | 4e       | 400 m     |               |
| 1971 | Championnats d'Europe en salle | Sofia           | 3e       | 4 × 400 m | 3 min 47 s 8  |
| 1972 | Championnats d'Europe en salle | Grenoble        | 3e       | 800 m     | 2 min 05 s 50 |
| 1972 | Jeux olympiques                | Munich          | 4e       | 800 m     | 1 min 59 s 7  |
| 1973 | Championnats d'Europe en salle | Rotterdam       | 4e       | 800 m     |               |
| 1973 | Coupe d'Europe des nations     | Édimbourg       | 4e       | 800 m     |               |
| 1976 | Jeux olympiques                | Montréal        | 6e       | 800 m     | 1 min 57 s 21 |
| 1977 | Championnats d'Europe en salle | Saint-Sébastien | 5e       | 800 m     |               |
| 1977 | Universiade                    | Sofia           | 3e       | 800 m     | 1 min 58 s 9  |
| 1981 | Championnats d'Europe en salle | Grenoble        | 2e       | 800 m     | 2 min 01 s 37 |

### Records
| Épreuve | Performance   | Lieu | Date |
| ------- | ------------- | ---- | ---- |
| 800 m   | 1 min 57 s 21 |      | 1976 |